# New Hampton (New Hampshire)
New Hampton – miasto w Stanach Zjednoczonych, w stanie New Hampshire, w hrabstwie Belknap.